# Standardni arapski
Standardni arapski (al-’arabiyya, al-fusha; ISO 639-3: arb), arapski jezik (semitska porodica) kojim kao prvim jezikom govori 206 000 000 ljudi i (Wiesenfeld 1999) i 246 000 000 (Wiesenfeld 1999) kao drugim jezikom kod govornika svih arapskih varijanti.
Raširen je po arapskom govornom području Azije i sjeverne Afrike. Koristi se u obrazovanju, literalne radove i službene svrhe. Postoje dva osnovna oblika, klasični arapski (kuranski), koji se rabi za religiozne i ceremonijalne svrhe i moderni standardni arapski, koji je modernizirana varijanta klasičnog arapskog.
Standardni arapski službeni je jezik u državama Alžir, Čad, Komori, Džibuti, Egipat, Eritreja, Jordan, Katar, Kuvajt, Libanon, Maroko, Oman, Sudan, Sirija, Tunis i UAE. 
Kao nacionalni jezik u Bahreinu, Iraku, Izraelu, Jemenu, Libiji, palestinskoj Zapadnoj obali i Gazi, Saudijskoj Arabiji i Somaliji.

## Vanjske poveznice
- Ethnologue (14th)
- Ethnologue (15th)